# Mücke Motorsport
Pour les articles homonymes, voir Mucke.
Mücke Motorsport est une écurie de course automobile allemande basée à Berlin et fondée par Peter Mücke en 1998 pour faire courir son fils Stefan Mücke. Elle participe aux championnats DTM, Formule 3 Euro Series, GP3 Series et ADAC Formel Masters.

## Palmarès
- Champion de Formule BMW Allemagne en 1998 avec Stefan Mücke puis en 2004 avec Sebastian Vettel

## Galerie

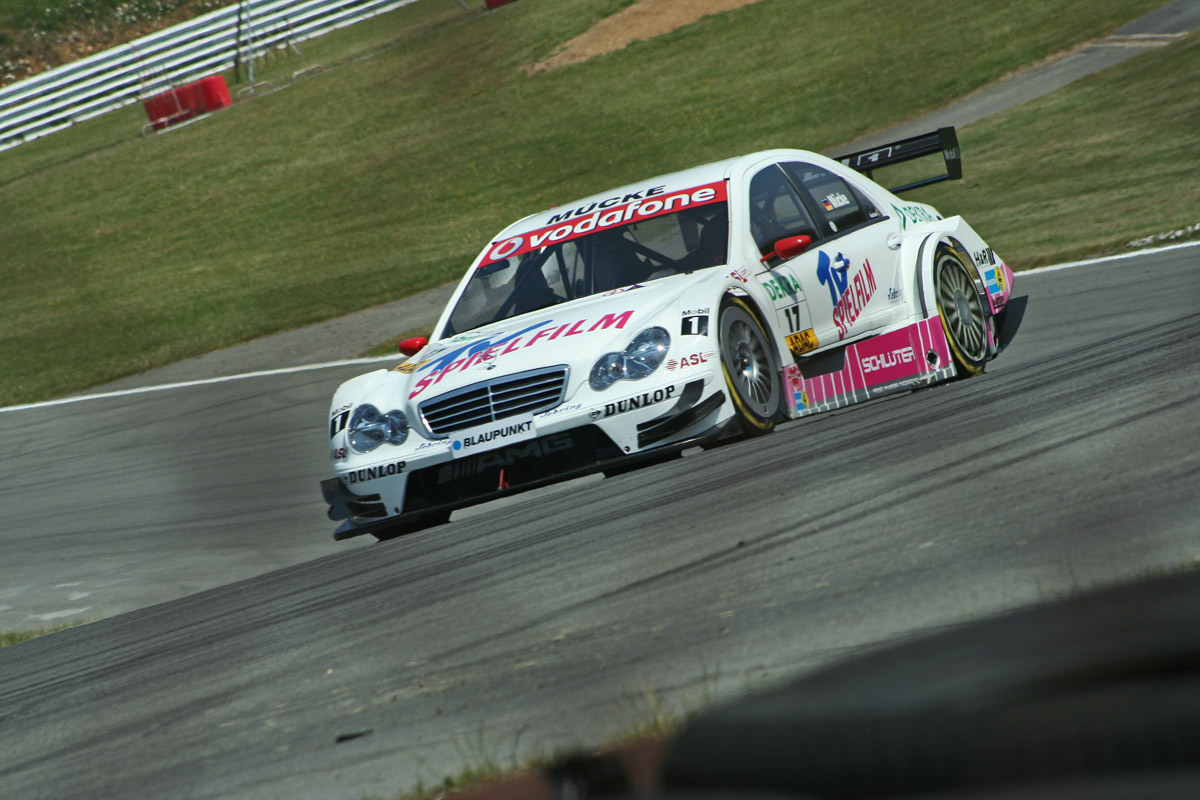
La Mercedes de DTM de Stefan Mücke en 2006
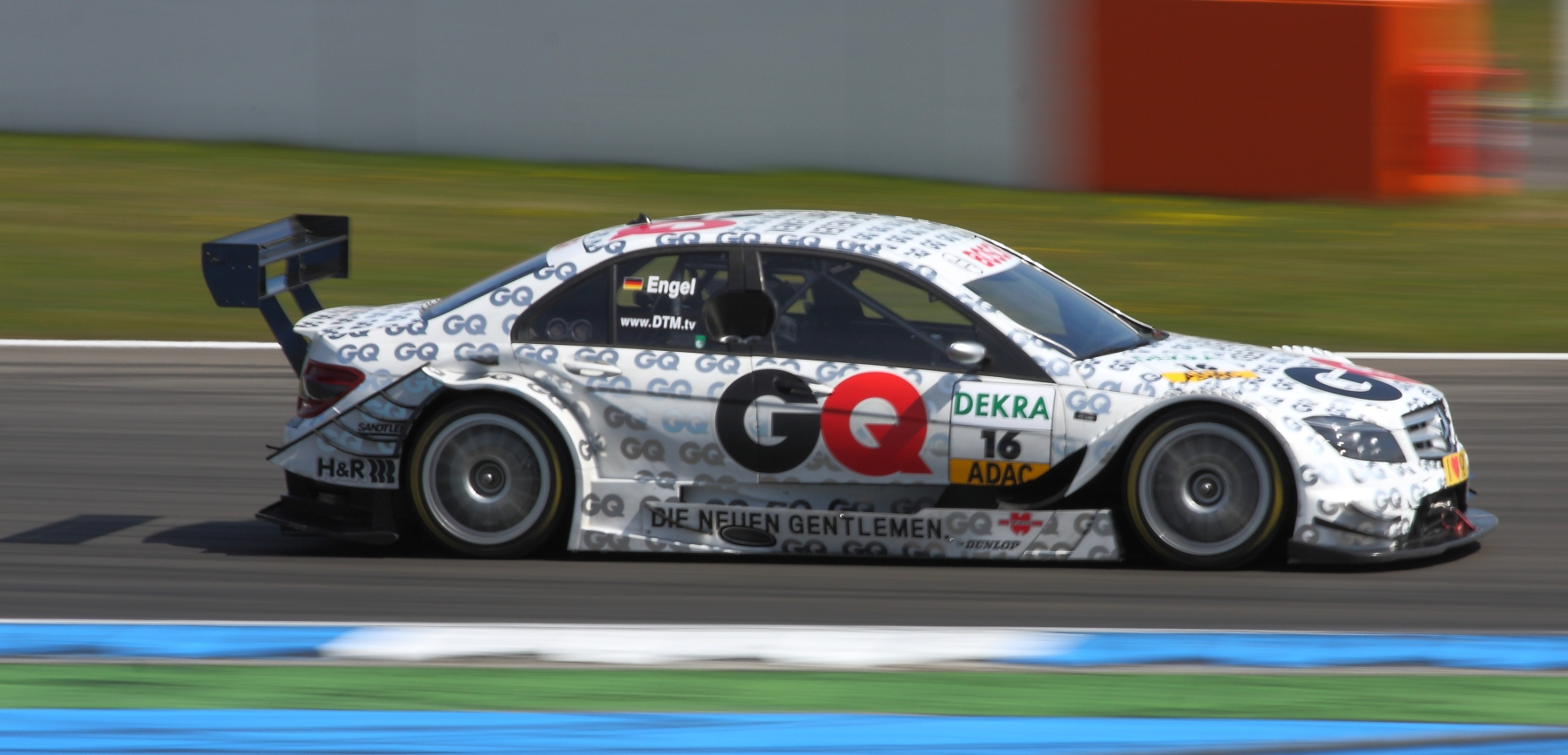
La Mercedes de DTM de Maro Engel en 2010
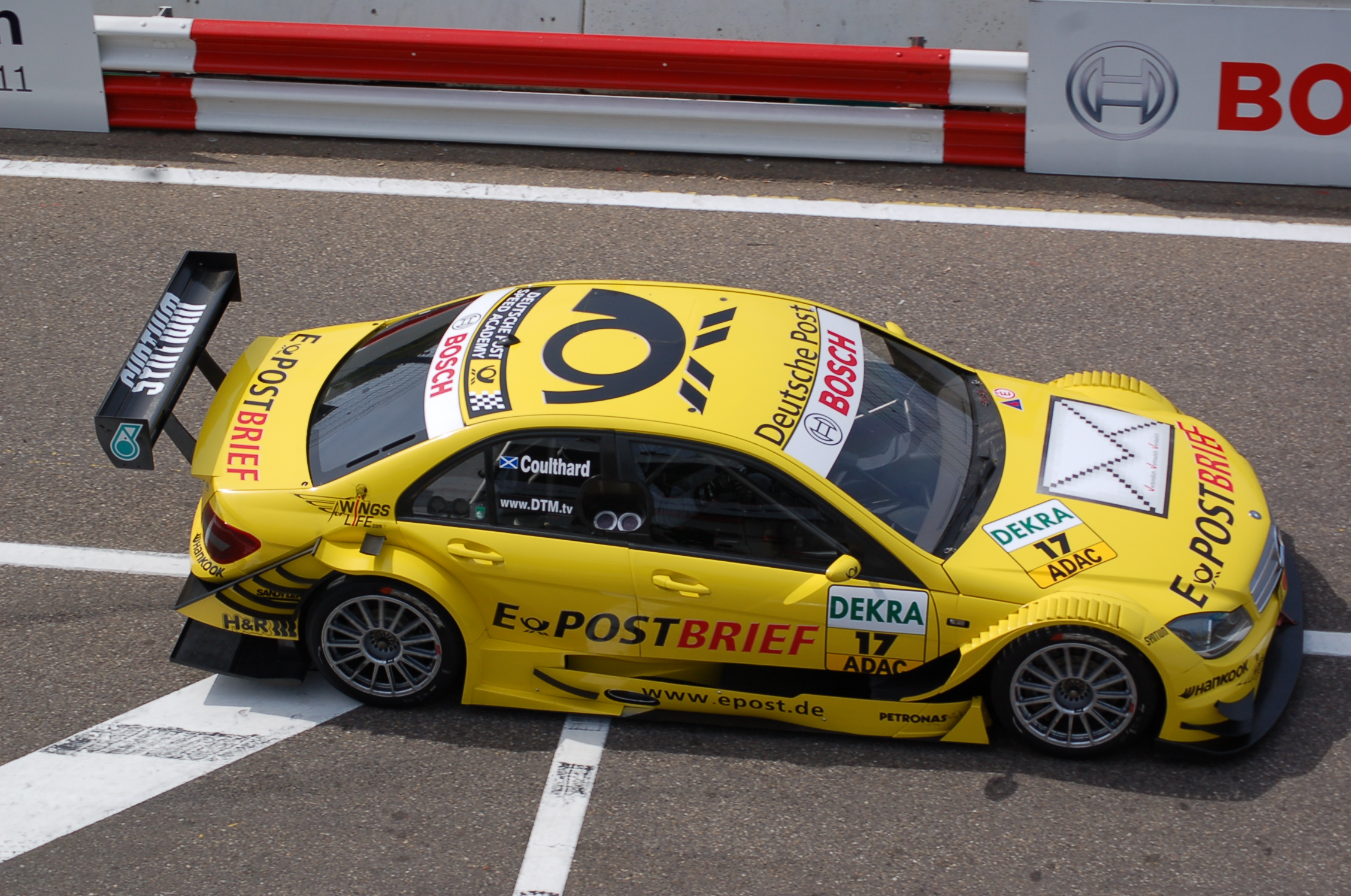
La Mercedes de DTM de David Coulthard en 2011